# Saxifraga moschata
Saxifrage musquée
Espèce
La Saxifrage musquée (Saxifraga moschata) est une espèce de plantes herbacées montagnarde de la famille des Saxifragacées.

## Liste des sous-espèces
Selon BioLib (28 juin 2024) :
- Saxifraga moschata subsp. atropurpurea
- Saxifraga moschata subsp. basaltica Braun-Blanq.
- Saxifraga moschata subsp. carniolica
- Saxifraga moschata subsp. dominii Soó
- Saxifraga moschata subsp. kotulae Pawłowska